# Gabba Gabba Hey! - A Lower East Side Love Story
Gabba Gabba Hey! A Lower East Side Love Story ist ein Jukebox-Musical, das auf Liedern der Punk-Band RAMONES basiert. Der Titel, Gabba Gabba Hey, bezieht sich auf ein Schlagwort der Band. Das Originalbuch stammt von Michael Hermann (Trash & Vaudeville Pty Ltd). Nach Try Outs 2004 in der Monkey Bar, Perth, Australien, fand die europäische Premiere am 10. Mai 2005 im Columbiaclub in Berlin statt. Produzent war Michael Schäumer, musikalischer Leiter war Tommy Ramone. Für die Inszenierung und das deutsche Buch war Jörg Buttgereit zuständig. Die Szenen des Musicals werden in Deutsch gespielt, die Songs der Ramones werden in englischer Sprache gesungen. Beworben wurde die Show als erstes Musical mit Graben (Moshpit).
Nach einer erfolgreichen Laufzeit in Berlin, ging die Produktion auf Tournee durch Deutschland und die Schweiz. Im Jahr 2006 war eine Aufführungsserie im Londoner Club Koko geplant. Die Show wurde jedoch kurz vor der Premiere aus unbekannten Gründen abgesagt.

## Handlung
Die Handlung spielt Anfang 1979 in New York. Dougie und Sheena sind ein Paar, aber doch sehr verschieden. Als Dougie wegen Drogenmissbrauch von der Schule fliegt und noch Sheenas Geburtstag vergisst, weint sie sich bei ihrer Freundin Judy aus. Sheena verlässt Dougie und fängt etwas mit dem Footballspieler Brad Kay an. Dougie ist am Boden zerstört, und als wäre das nicht schlimm genug, wirft ihn sein Vater, Hank, aus der Wohnung. Dougie läuft durch die Bovery und endet in der Venus Lounge, wo er von Miss Tique, einer Drag Queen, aufgegriffen wird, die ihm eine psychoaktive Substanz in den Drink mischt. Dougie kann gerade noch entkommen und trifft auf einen blinden Obdachlosen, der ihm den Rat gibt, nach vorn zu schauen. Und tatsächlich kommt es zu einer folgenreichen Begegnung. Dougie erscheint ein Schutzengel in Gestalt des toten Johnny Thunders. Danach ist Dougie klar, dass er sich ändern muss, und er sucht Sheena. Zeitgleich sehen Sheena und Brad Kay im Fernsehen die Nachricht vom Tode Sid Vicious’. Sheena weiß sofort, dass diese Nachricht Dougie umhauen wird. Um bei ihm zu sein, macht sie sich auf die Suche nach ihm. Dougie und Sheena finden sich und die Lower East Side Love Story nimmt einen neuen Anfang.

## Musik
Die Musik des Musicals besteht hauptsächlich aus Songs der RAMONES. Lediglich Personality Crisis von den New York Dolls und R.A.M.O.N.E.S. von Motörhead sind die Ausnahme. Gespielt werden die von Nick Sheppard (The Cortinas) arrangierten Songs von der Berliner Band Forgotten Idols mit den Musikern Chaos Peace, Stefan Fiebig und Patrick Zinke.
SONGS
1. Do You Remember Rock ‘n Roll Radio? (Overture) (Judy)
2. Rock ‘n Roll High School (Dougie & Chorus)
3. Sheena is a Punk Rocker (Judy & Sheena)
4. The KKK Took My Baby Away (Dougie & Judy)
5. Mama’s Boy (Hank & Dougie)
6. I Wanna Be Sedated (Dougie)
7. I Wanna Be Your Boyfriend (Dougie & Miss Tique)
8. Somebody Put Something In My Drink (Joe, Miss Tique & Dougie)
9. Daytime Dilemma (Dangers of Love) (Sheena & Judy)
10. Swallow My Pride (Blind Man & Dougie)
11. 53rd & 3rd (Stricher, Dougie & Freier)
12. Beat On The Brat (Skins)
13. Something to Believe In (Dougie)
14. Personality Crisis^ (Johnny Thunders & Dougie)
15. I Believe in Miracles (Dougie & Sheena)
16. Rockaway Beach (Finale) (Dougie, Sheena & CCast)
17. R.A.M.O.N.E.S + (Band)
18. Blitzkrieg Bop (Zugabe)

## Berliner Originalbesetzung
Zunächst war Martin Semmelrogge für die Rolle des Principal Skinner / Hank vorgesehen. Die Justizvollzugsbehörden Düsseldorf erteilten dem Schauspieler aber keinen Freigang für die Proben, so dass Bundesfilmpreisträgerr Rolf Zacher kurzfristig einsprang. Alle Schauspieler waren in der Produktion in mehreren Rollen zu sehen.
- Jürg Plüss  –  Dougie
- Katja Götz[6] – Sheena
- Stefanie Heller – Judy / Skin Girl / Studentin
- Ades Zabel – Miss Prism, Betty, Miss Tique, Freier
- Rolf Zacher – Principal Skinner, Hank, Barmann, Blinder Obdachloser
- Tim Eberts – Brad Kay, Stricher, Skinhead
- Doreen Kutzke[7] – Skin Girl / Studentin / Betty
- Ben Dominik –  Student / Skinhead, Stricher
- Stefan Fiebig – Johnny Thunders

## Gastauftritte
Während der Berliner Laufzeit und der folgenden Tour wurden immer wieder Gastauftritte in die Show eingebaut. So waren im Columbiaclub Jayne County als Miss Tique und Fil Taegert als Johnny Thunders zu sehen. Bei den zwei Shows im Zürcher Club Mascotte haben die Schweizer Musiker Rams (The Bucks) und Grau (Fleisch) die Rolle des Johnny Thunders in Schwyzerdütsch interpretiert.

## Creative Team
- Regie – Jörg Buttgereit
- Regieassistenz – Stefan Mibs
- Buch – Michael Hermann / Jörg Buttgereit
- Musikalische Leitung – Tommy Ramone
- Arrangements – Nick Sheppard
- Choreographie – Regina Weber
- Bühne – Max Moormann[8]
- Licht – Frank Grunert
- Ton – John Panama